# Microrégion de Coelho Neto

Localisation de la microrégion de Coelho Neto

La microrégion de Coelho Neto est l'une des six microrégions qui subdivisent l'est de l'État du Maranhão au Brésil.
Elle comporte 4 municipalités qui regroupaient 77 962 habitants en 2006 pour une superficie totale de 3 607 km2.

## Municipalités[1]
- Afonso Cunha
- Aldeias Altas
- Coelho Neto
- Duque Bacelar